# Jeová Elias Ferreira
Jeová Elias Ferreira (Sobral, 24 de agosto de 1961) é um bispo católico brasileiro. É bispo da Diocese de Goiás.
Cearense de Sobral, filho de Raimundo Frota Ferreira (2014) e Antonia Elias Ferreira(+2007).
Em 91 foi ordenado padre diocesano da Arquidiocese de Brasília, e está la até hoje, neste momento é Pároco em Palnaltina (Paroqia N.S. de Nazaré) e Vigário-geral da Arquidiocese. É muito ligado a dom Sérgio da Rocha, arcebispo da Capital federal, ex presidente da CNBB, e recentemente nomeado para a Arquidiocese de Salvador
Monsenhor Jeová estudou Filosofia no Seminário Nossa Senhora de Fátima, em Brasília, de 1985 a 1987, sendo licenciado pela Universidade Estadual do Ceará, em 2000. Estudou Teologia no mesmo seminário, tornando-se bacharel, com reconhecimento pela Universidade Pontifícia Bolivariana, Medellín (Colombia), em 2017. Fez mestrado em teologia pastoral do Papa Francisco, também na Colômbia.
Foi nomeado bispo para a Diocese de Goiás pelo Papa Francisco, em 27 de maio de 2020, após a renúncia de Dom Eugène Lambert Adrian Rixen. Sua ordenação episcopal deu se na Catedral Metropolitana de Brasília , por imposição das mãos do arcebispo de Salvador e Primaz do Brasil, Dom Sérgio da Rocha.